# Il fantasma di mezzanotte
Il fantasma di mezzanotte (The Cat and the Canary) è un film commedia del 1939 diretto da Elliott Nugent, prodotto e distribuito dalla Paramount.

## Trama
Dieci anni dopo la morte del miliardario Cyrus Norman, in una tetra villa di New Orleans i parenti di questo si riuniscono per la lettura del testamento. L'eredità viene assegnata a Joyce, ma cambierà beneficiario se costei sarà giudicata pazza oppure verrà assassinata entro 24 ore. Le cose si complicano quando viene annunciato che un malato di mente, il Gatto, è appena scappato dal manicomio. La vita di Joyce è in pericolo, ma a proteggerla c'è il pavido Wally Campbell. Prima della fatidica scadenza vengono commessi numerosi e inspiegabili delitti.

## Distribuzione
Distribuito dalla Paramount Pictures, il film uscì nelle sale cinematografiche statunitensi il 10 novembre 1939, mentre in Italia uscirà il 22 agosto 1945.